# Scalloway Castle
Scalloway Castle er et beboelsestårn, der ligger Scalloway på Shetland Mainland, den største af øerne på Shetlandsøerne i Skotland. Tårnet blev opført i 1600 af Patrick Stewart, 2. jarl af Orkney, i hans korte periode som de facto hersker over Shetland.